# Teri Thornton
Teri Thornton, geboren als Shirley Enid Avery (Detroit, 1 september 1934 - Englewood, 2 mei 2000), was een Amerikaanse jazzzangeres.

## Biografie
Ondanks aanvankelijke weerstand van haar moeder, een gospelkoor-leidster en zangeres, die in Detroit een eigen radioshow had (die haar liever in de richting klassieke muziek had gezien), koos Teri Thornton voor de jazz en won ze enkele plaatselijke concoursen. Ofschoon ze al op 19-jarige leeftijd was gescheiden en twee kinderen had, vervolgde ze haar carrière verder en begon ze in 1956 in de jazzclub Ebony Club in Cleveland professioneel te zingen. In Chicago, waarheen ze daarna verhuisde en nu en dan in een stripclub piano speelde, wekte ze de aandacht op van Cannonball Adderley en Johnny Griffin, die Orrin Keepnews overtuigden om in 1961 haar eerste album Devil May Care uit te brengen bij Riverside Records, waarop Clark Terry, Freddie Green en Wynton Kelly meespeelden. Een bijkomstige carrièreduw was de titelsong Somewhere in the Night van de tv-serie Naked City, die ze in 1962 opnam. Het leverde haar enkele optredens op in tv-shows als The Tonight Show van Johnny Carson en de Ed Sullivan Show. In 1963 nam ze Open Highway op voor Columbia Records. In 1964 had ze een groot optreden aan de zijde van Ella Fitzgerald (die ze toentertijd in DownBeat als haar favoriete zangeres noemde) en Duke Ellington in een televisietribute ter gelegenheid van het 40-jarig podiumjubileum van Ellington.
Daarna had haar carrière een slepend verloop, deels veroorzaakt door de dominantie van de rock- en popmuziek eind jaren 1960, deels door haar alcoholprobleem en slecht management. Ze verhuisde naar Los Angeles en schreef songs. Pas in 1979 begon ze weer op te treden in bars, waar ze zichzelf begeleidde aan de piano, vervolgens in Los Angeles en vanaf 1983 weer in New York. Na een doorstane operatie aan kanker in 1997 won ze verrassend het vooraanstaande Thelonious Monk-zangconcours in 1998 (die ze op aandringen van haar manager bestreed). Dat leverde haar een contract op bij Verve Records, waar ze voor de eerste keer weer het album I ll be easy to find (1999) kon uitbrengen. Nog in januari 2000 had ze een verbintenis in het Village Vanguard, maar overleed ze alsnog aan de gevolgen van haar kanker op 65-jarige leeftijd.

## Overlijden
Teri Thornton overleed in mei 2000 op 65-jarige leeftijd aan de gevolgen van kanker.
- Bibliothèque nationale de France: cb14031361m (data)
- Gemeinsame Normdatei: 135157145
- International Standard Name Identifier: 0000 0000 5518 5701
- Library of Congress Control Number: n93069569
- MusicBrainz: d9316f75-b4a1-4b0c-940b-c012ddc53f89
- Virtual International Authority File: 56149106267668492355